# Lipniki (przystanek kolejowy)
Lipniki (biał. Ліпнікі, ros. Липники) – przystanek kolejowy w miejscowości Lipniki, w rejonie drohiczyńskim, w obwodzie brzeskim, na Białorusi. Leży na linii Homel - Łuniniec - Żabinka.
Przed II wojną światową istniała w tym miejscu mijanka.